# Буцики

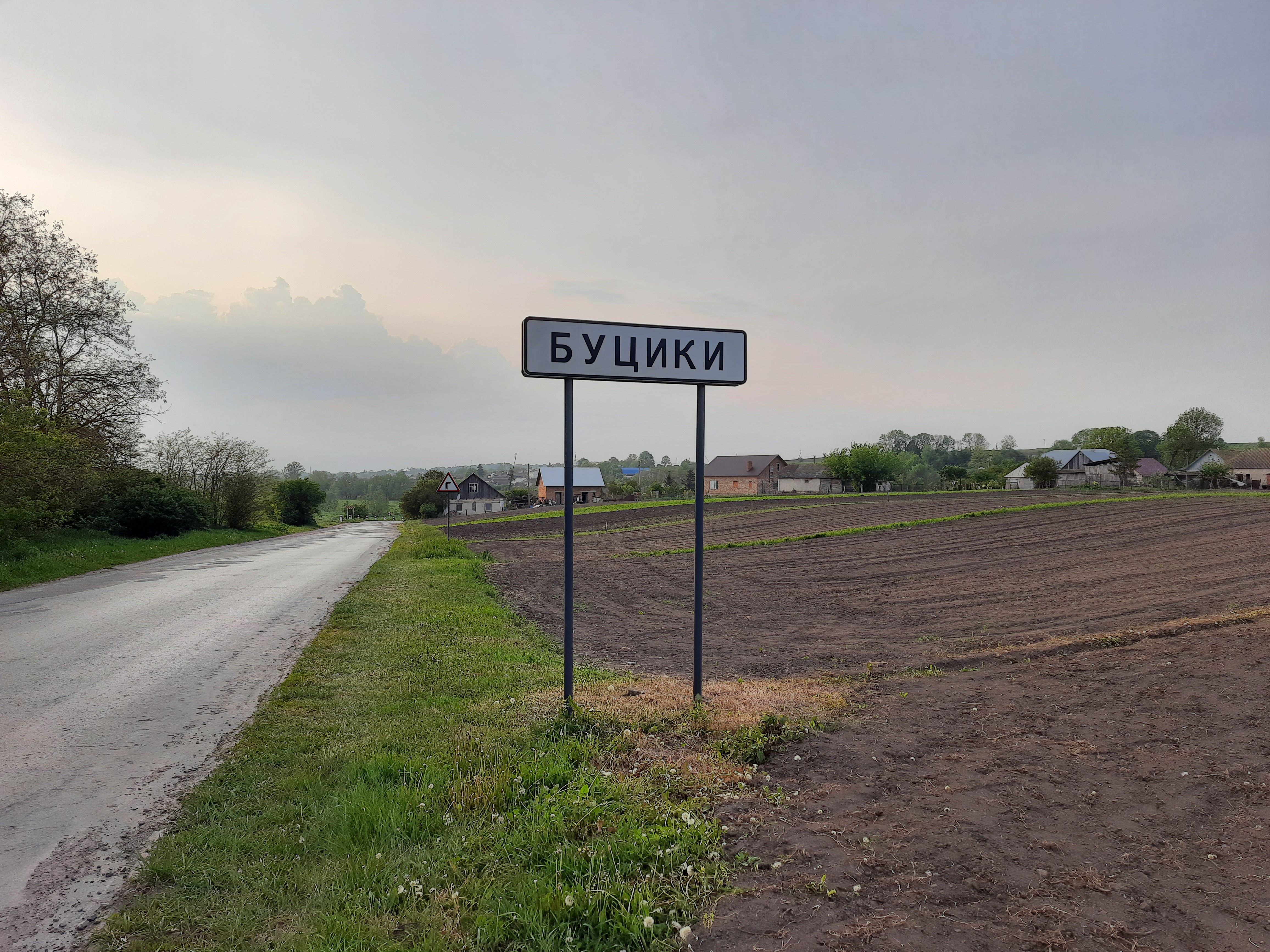
Дорожній знак при в'їзді у село

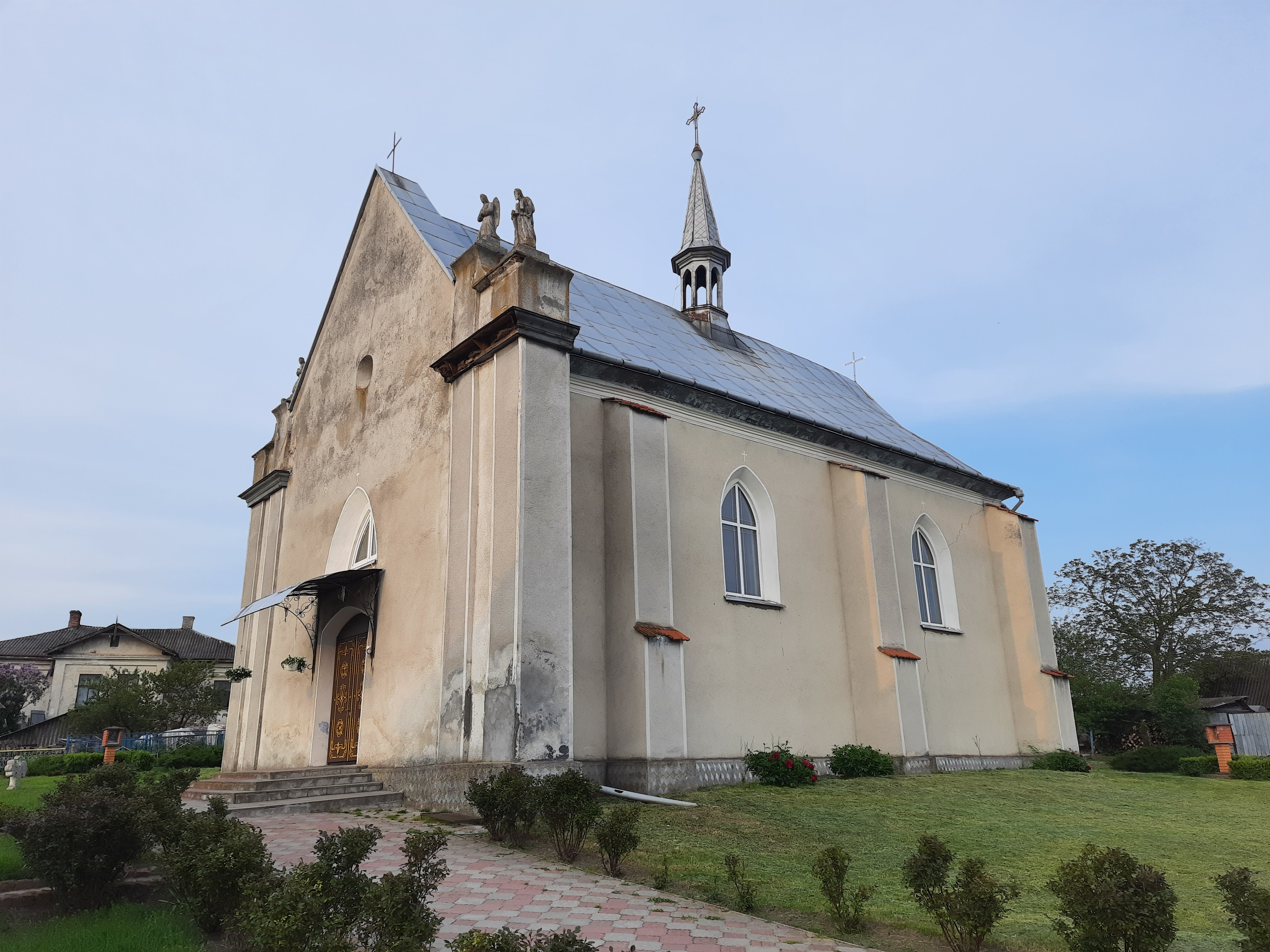
Церква Собору Пресвятої Богородиці

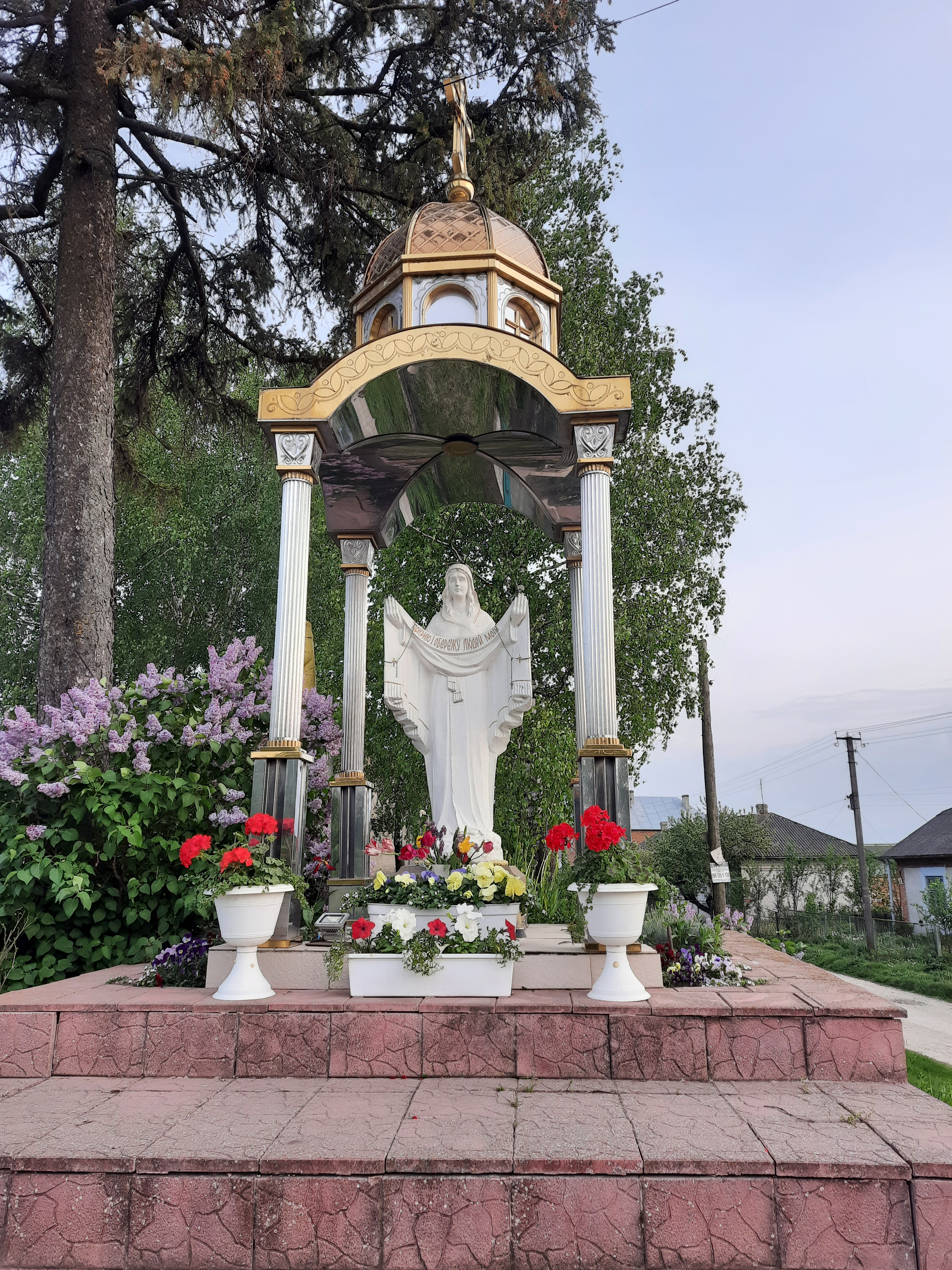
Статуя Божої Матері

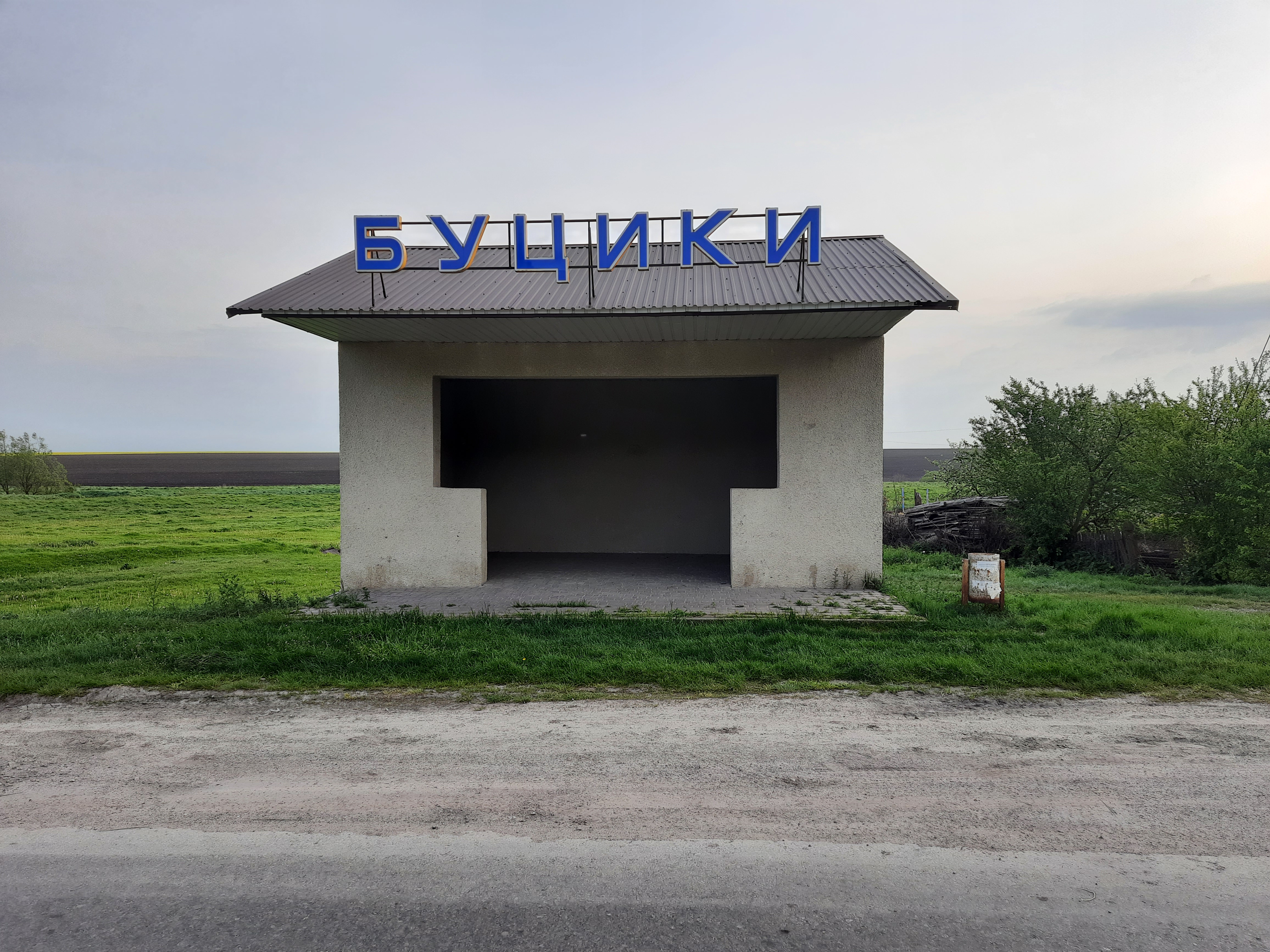
Автобусна зупинка

Бу́цики — село в Україні, у Гримайлівській селищній громаді Чортківського району Тернопільської області.

## Назва
Назва походить, імовірно, від прізвища Буць, Буц чи великого букового лісу, що ріс на околицях поселення.

## Розташування
Село розташоване на лівому березі річки Гнилої (права притока Збруча, басейн Дністра), за 11 км від найближчої залізничної станції Скалат. Через Буцики проліг автошлях Т 2002 Тернопіль — Гусятин — Жванець. Географічні координати: 49° 19´ північної широти 26° 02´ східної довготи. Територія — 1,29 кв. км.

## Символіка
Затверджена 22 червня 2023 р. рішенням №3787 XVII сесії селищної ради VIII скликання. Автори - В.М.Напиткін, С.В.Ткачов. 

### Герб
Щит скошений справа на синє і чорне. У першій частині виходить золотий коронований лев, що тримає в лапах півмісяць з вписаною в нього шестипроменевою зіркою. В другій частині три золотих печива-буцики (герб є промовистим) в лівий перев'яз. Щит вписаний в золотий декоративний картуш, внизу якого написи "БУЦИКИ" і "1464", і увінчаний золотою сільською короною.
Герб символізує належність до Гримайлівської громади й водночас назву села.

### Прапор
Квадратне полотнище поділене висхідною від древка діагоналлю на синю і чорну частини. В першій частині виходить жовтий коронований лев, що тримає в лапах півмісяць з вписаною в нього шестипроменевою зіркою. В другій частині три жовтих печива-буцики у висхідну діагональ.

## Адміністративний устрій

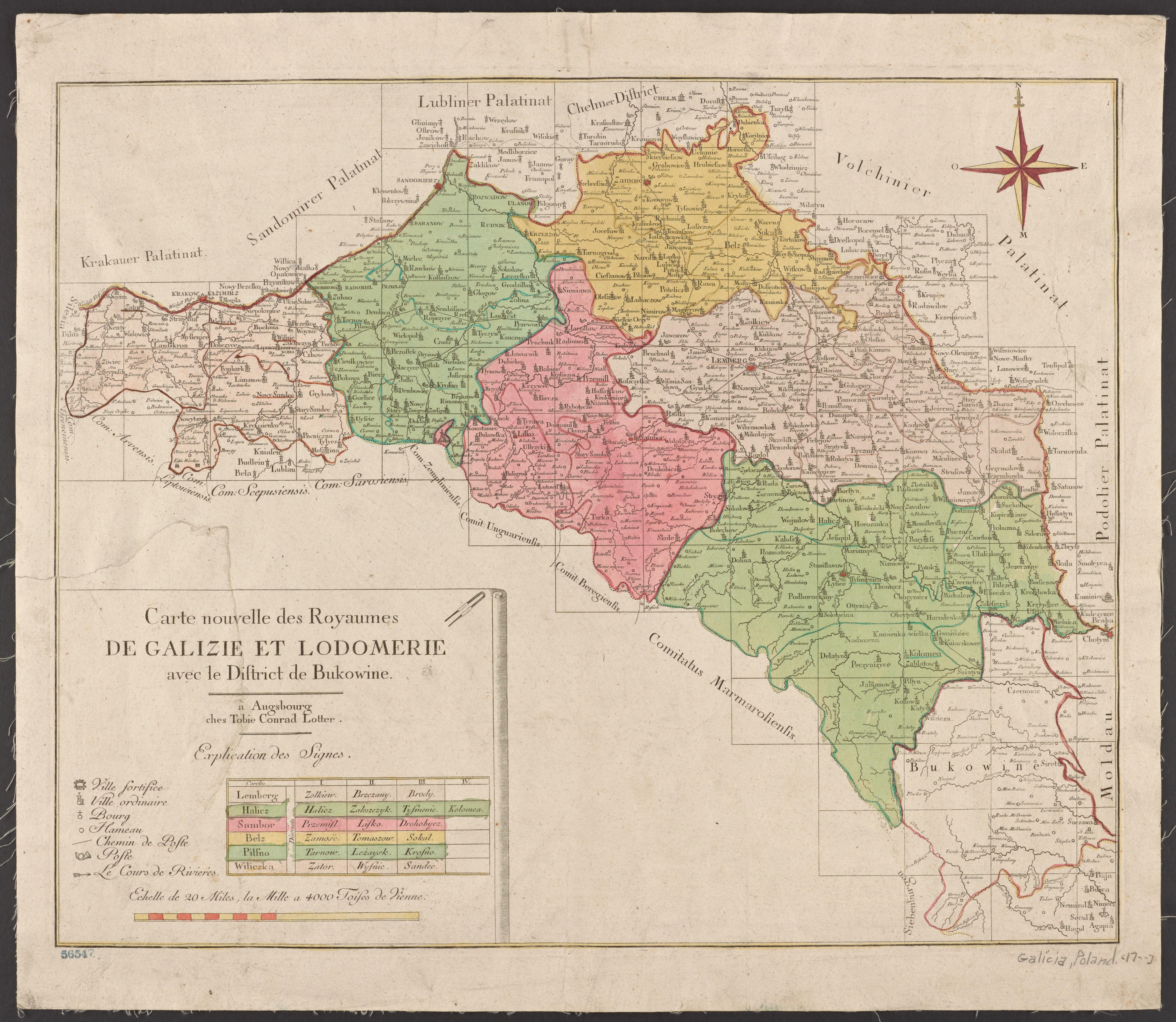
Адміністративний поділ Королівства Галичини та Володимирії у 1777—1782 роках

Унаслідок 1-го поділу Речі Посполитої Буцики від 1772 року належали до Монархії Габсбургів (з 1804 року — Австрійської, з 1867-го Австро-Угорської імперій). З 1782 року входили до складу Тернопільського округу. Протягом 1863—1920 років село — Скалатського повіту Австро-Угорщини та ЗУНР.
У 1921—1939 роках село — Скалатського повіту Тернопільського воєводства.
1 серпня 1934 року село увійшло до складу новоутвореної сільської гміни Гримайлів.
Від січня 1940 до березня 1959 року село — Гримайлівського району.
Від березня 1959 до грудня 1962 року село належало до Скалатського району, згодом до січня 1965 року — Підволочиського району. До 2020 входило до складу Гусятинського району. 
Підпорядковувалося Гримайлівській селищній раді. Від грудня 2016 року ввійшло у склад Гримайлівської селищної громади.
12 червня 2020 року, відповідно до розпорядження Кабінету Міністрів України № 724-р «Про визначення адміністративних центрів та затвердження територій територіальних громад Тернопільської області» увійшло до складу Гримайлівської селищної громади.
19 липня 2020 року, в результаті адміністративно-територіальної реформи та ліквідації Гусятинського району, село увійшло до складу новоутвореного Чортківського району.
Дворів — 143 (2014).

## Історія
За археологічними даними, на території села було поселення часів давньоруської культури (XIII століття).
Перша письмова згадка про Буцики — 1464 року. Однак Єжі Воляньські в монографії "З історії Гримайлова" з посиланням на Jerzy Zaleski, "Nazwy miejscowe Tarnopolszczyzny", Wyd. PAN W-wa, 1987, пише, що поселення під назвою "Buczikov" згадується вже в 1422 р. В 1469 р. Буцики разом із селом Вікно Теребовельського повіту згадане як застава. Наступна — 1471 року, як власність Станіслава з Ходеча, коли Король Польщі Казимир IV Ягеллончик, дав дозвіл Руському воєводі, старості Кам'янецькому і Галицькому Станіславові з Ходеча викупити Буцики разом із сусідніми селами Вікно, Глібів, Борки (тепер Малі Бірки), Теребовлянського староства.
У 1564 році в селі — 27 господарств (Jabłonowski, Aleksander, "Polska XVI wieku pod względem geograficzno-statystycznym", T.7 "Ziemie ruskie. Ruś Czerwona", Cz.А., s.98, Warszawa, 1902).
Дідичем села (також Гримайлова, Глібова та інших) був, зокрема, Мацей Людзіцький (пом. бл.1627 р.), який мав свою каплицю в латинській катедрі у Кам'янці: "Мацей, дідич Гримайлова, Глібова, Буциків та інших, уклав у 1600 р. договір з ротмістром Вонсовичем, …, вмер бездітним близько 1627 р.". 1634 року село, як і містечко Гримайлів, знищила власниця с. Калагарівки Анна з Лагодовських, яка вела земельні суперечки з власниками Гримайлова шляхтичами Людзіцькими гербу Гримала за успадкування майна свого першого чоловіка Миколая Малинського — родича Людзіцьких.
Під час Національно-визвольної революції українського народу середини XVII століття в ході військових дій 1649 року в Буциках знищено 49 господарств. 1759 року в селі проживало 73 родини.
У листопаді 1918 року в Буциках встановлена влада ЗУНР; восени 1920 року утвердилася польська влада.
Діяли філії «Просвіти» (1926—1939) та інших товариств.
Після 17 вересня 1939 року в Буциках проголошена радянська влада. Від 6 липня 1941 до 23 березня 1944 року — під нацистською окупацією. У роки німецько-радянської війни в Червоній армії загинуло 18 жителів села.
10 серпня 1948 року в Буциках розклеєно агітаційні листівки із закликом до населення не їхати на примусово-добровільні роботи в Донбас. 17 вересня того ж року група партактиву з районного центру намагалася створити в селі колгосп. При цьому побито переселенця Михайла Якимюка на його зауваження, що до колгоспу люди мають вступати добровільно, а не під примусом. У ніч на 23 квітня 1949 року в Буциках і навколишніх селах Вікно, Глібів, Зелене, Лежанівка, Мала Лука впорядковано могили вояків УПА (закопано хрест та поставлено на могилі вінок «Героям Слава»). 25 квітня того ж року міліціонери Іван Соха та Роман Протасевич шантажем змусили Карпа Криницького зняти хреста з цієї могили.
За участь у національно-визвольній боротьбі українського народу середини XX століття репресій зазнали 15 жителів села, зокрема, було засуджено до 10–25 років ув'язнення 8 осіб (із них Петро Пилипишин (1916 р. н.) і Володимир Фішка (1922 р. н.) закатовані в концтаборі у Челябінській області); Івана Хрупала (1890 р. н.) за зв'язок з ОУН німецьке гестапо розстріляло в грудні 1941 року в Тернопільській тюрмі); депортовано в Сибір 7 осіб.

## Політика

### Парламентські вибори, 2019
На позачергових парламентських виборах 2019 року у селі функціонувала окрема виборча дільниця № 610204, розташована у приміщенні клубу.
Результати
- зареєстровано 278 виборців, явка 75,90%, найбільше голосів віддано за «Слугу народу» — 26,67%, за Всеукраїнське об'єднання «Батьківщина» — 18,10%, за Радикальну партію Олега Ляшка — 15,71%.[7] В одномандатному окрузі найбільше голосів отримав Микола Люшняк (самовисування) — 45,67%, за Ігоря Сопеля (Слуга народу) — 17,31%, за Володимира Бліхаря (Всеукраїнське об'єднання «Батьківщина») — 9,62%[8].

## Релігія
1759 року в селі була дерев'яна церква.
У 1624 році споруджено дерев'яну церкву Втечі до Єгипту Пресвятої Діви Марії.
Новий мурований храм Пресвятої Діви Марії збудовано у 1860 році за кошти графів Пінінських.
Нині діє церква Собору Пресвятої Богородиці (1861; мурована). У храмі відбуваються почергові відправи громад УГКЦ та УПЦ КП.
Є капличка (1998), стації Хресної дороги.

## Пам'ятники
- споруджено пам'ятник[d] полеглим у німецько-радянській війні воїнам-односельцям (1967),
- насипана символічна могила УСС (1990).

## Соціальна сфера
Діє клуб.

## Населення
| Чисельність населення, чол. | Чисельність населення, чол. | Чисельність населення, чол. | Чисельність населення, чол. | Чисельність населення, чол. | Чисельність населення, чол. | Чисельність населення, чол. | Чисельність населення, чол. | Чисельність населення, чол. | Чисельність населення, чол. | Чисельність населення, чол. | Чисельність населення, чол. | Чисельність населення, чол. | Чисельність населення, чол. | Чисельність населення, чол. |
| 1900                        | 1910                        | 1921                        | 1931                        | 1938                        | 1959                        | 1970                        | 1979                        | 1989                        | 2001                        | 2003                        | 2011                        | 2013                        | 2014                        | 2015                        |
| --------------------------- | --------------------------- | --------------------------- | --------------------------- | --------------------------- | --------------------------- | --------------------------- | --------------------------- | --------------------------- | --------------------------- | --------------------------- | --------------------------- | --------------------------- | --------------------------- | --------------------------- |
|                             |                             |                             |                             |                             |                             |                             |                             |                             |                             | 440                         |                             |                             | 391                         | 389                         |

### Відомі люди

#### Народилися
- Степан Коціра (нар. 1958) — український господарник, громадський діяч[15].
- Чорний Сергій Ігорович - учасник російсько-української війни, народився 7 березня 1994 року, загинув 17 червня 2023 року біля с.Благодатне, Донецької області[16].

### Мова
Розподіл населення за рідною мовою за даними перепису 2001 року:
| Мова       | Кількість | Відсоток |
| ---------- | --------- | -------- |
| українська | 438       | 99.77%   |
| російська  | 1         | 0.23%    |
| Усього     | 439       | 100%     |

## Зауваги
1. ↑  так, а також Людзіськими називав їх Адам Бонецький → Herbarz polski : wiadomości historyczno-genealogiczne o rodach szlacheckich. —  Cz. 1. — t. 15. — S. 111.; в українському джерелі їх називають Лудзецькими-Лудзінськими → О. Савчин, В. Уніят, В. Щавінський. Буцики… — С. 38–39.